# Meloe brevicollis brevicollis
Meloe brevicollis brevicollis é uma subespécie de insetos coleópteros polífagos pertencente à família Meloidae.
A autoridade científica da subespécie é Panzer, tendo sido descrita no ano de 1793.
Trata-se de uma subespécie presente no território português.